# Grottolella
Grottolella község (comune) Olaszország Campania régiójában, Avellino megyében.

## Fekvése
A megye központi részén fekszik. Határai: Altavilla Irpina, Avellino, Capriglia Irpina, Montefredane, Prata di Principato Ultra és Sant’Angelo a Scala.

## Története
A település első írásos említése 1134-ből származik, amikor még Grotta (azaz kripta) néven volt ismert. A következő századokban nemesi birtok volt. A 19. században nyerte el önállóságát, amikor a Nápolyi Királyságban felszámolták a feudalizmust.

## Népessége
A népesség számának alakulása:

## Főbb látnivalói
- Palazzo Pellegrino
- Palazzo Maglio
- Santa Maria delle Grazie-templom
- Sant’Egidio Abate-templom